# Iso-Sintiö
Iso-Sintiö är en sjö i Finland. Den ligger i kommunen Kuhmo i landskapet Kajanaland, i den centrala delen av landet, 500 km nordost om huvudstaden Helsingfors. Iso-Sintiö ligger 206 meter över havet. Arean är 43,4 hektar och strandlinjen är 3,74 kilometer lång. Sjön  ingår i Uleälvens huvudavrinningsområde. 